# Rachel Fairbanks
Rachel Fairbanks (5 luglio 2003) è una pallavolista statunitense, palleggiatrice della LOVB Atlanta.

## Carriera

### Club
Inizia a giocare a livello scolastico, prendendo parte ai tornei californiani con la Foothill HS. Approda poi alla formazione universitaria della Pittsburgh, con la quale è di scena in NCAA Division I dal 2021 al 2024: raggiunge quattro volte la final four, sempre sconfitta alle semifinali, raccogliendo numerosi riconoscimenti individuali, tra i quali certificazioni All-America. 
Inizia la carriera da professionista disputando la League One Volleyball 2025 con la LOVB Atlanta, venendo inserita nella seconda squadra delle LOVB Icons.

### Nazionale
Fa parte della nazionale statunitense under 21 che si aggiudica la medaglia d'oro alla Coppa panamericana 2022: bissa l'oro anche nell'edizione successiva del torneo, venendo inoltre premiata come miglior palleggiatrice.

## Palmarès

### Club
- Coppa panamericana under 21 2022
- Coppa panamericana under 21 2023

### Premi individuali
- 2021 - NCAA Division I: Pittsburgh Regional All-Tournament Team
- 2022 - All-America Third Team
- 2022 - NCAA Division I: Madison Regional All-Tournament Team
- 2023 - Coppa panamericana under 21: Miglior palleggiatrice
- 2023 - All-America First Team
- 2023 - NCAA Division I: Pittsburgh Regional All-Tournament Team
- 2024 - All-America First Team
- 2024 - NCAA Division I: Pittsburgh Regional All-Tournament Team
- 2025 - League One Volleyball: LOVB Icons Second Team